# Кулебівка (платформа)
Куле́бівка — пасажирський зупинний пункт Дніпровської дирекції Придніпровської залізниці на електрифікованій лінії Самар-Дніпровський — Нижньодніпровськ-Вузол між станціями Самарівка (9 км) та Самар-Дніпровський (6 км). Розташований на південному заході міста Самар Самарівського району Дніпропетровської області.

## Пасажирське сполучення
На платформі Кулебівка зупиняються приміські поїзди сполученням Дніпро — Берестин.